# クーローヌ (戦列艦)
| 英艦アガメムノンの砲撃を受けるサ・イラ（1795年） |                                                            |
| 艦歴                                             |                                                            |
| 建造:                                            | ブレスト造船所                                             |
| 起工:                                            | 1748年5月                                                  |
| 進水:                                            | 1749年                                                     |
| 再建造:                                          | 1784年（トゥーロン）                                       |
| 命名:                                            | ラ・クーローヌ（La Couronne）                              |
| 改名:                                            | サ・イラ（Ça-Ira）1792年9月29日                            |
| 捕獲:                                            | 1795年3月14日（イギリス海軍）                              |
| 喪失:                                            | 1796年4月11日失火により喪失                                |
| 性能諸元                                         |                                                            |
| 全長:                                            | 砲列甲板：54.2m                                            |
| 全幅:                                            | 14.3m                                                      |
| 喫水:                                            | 7.1m                                                       |
| 排水量:                                          | 1,400t                                                     |
| 乗員:                                            | 600名                                                      |
| 機関:                                            | 帆走（3本マストシップ）                                    |
| 兵装:                                            | 80門（公称）： 36ポンド砲28門 18ポンド砲30門 8ポンド砲18門 |

クーローヌ（Couronne、「王冠」の意）はフランス海軍の74-80門戦列艦。1750年に完成し、1785年に再建造、1792年に革命歌『サ・イラ』に基づいてサ・イラ（Ça Ira）と改名した。1795年にイギリス海軍に捕獲された。

## 戦歴
クーローヌは1780年のマルティニーク島の海戦にド・グッシェン提督の旗艦として参加した。
サ・イラは1795年3月13日、クーデ艦長の指揮の下、マルタン少将の指揮する13隻のフランス艦隊に所属していた。彼らはアラッシオ沖でホータム卿の指揮する15隻からなるイギリス艦隊と遭遇した。数で劣っていた彼らは戦闘を避けようとしたが、サ・イラは操艦を誤り、僚艦ヴィクトワール（Victoire）と衝突して帆装を損傷してしまった。サ・イラは、フランス艦隊を交戦状態に持ち込もうとしていたイギリス艦隊の風上に位置していて逃走できなかったため、直ちにイギリス艦隊の攻撃を受けることとなった。サ・イラはトマス・フリーマントル艦長が指揮するフリゲート・インコンスタントと、ホレーショ・ネルソン艦長の指揮する戦列艦アガメムノンの攻撃を受け、結局は撃退したが大きな損害を被った。フランスの砲手は未熟であり、アガメムノンがサ・イラを操艦不能として艦尾から縦射するのに対して応射することができなかった。フランスのフリゲート・ヴェスタル（Vestale）と戦列艦サンスール（Censeur）がイギリス前衛艦隊全体と戦いながら救援に駆けつけた。
翌14日、サ・イラとサンスールはフランス戦隊の後方に取り残されており、イギリス艦隊は彼らを捕えるために前進してきた。マルタン提督はそれを阻止しようとしたが、逆風と役に立たない射手のために失敗した。フランス艦では唯一デュケーヌだけが戦闘に介入したが、船体と乗員に損害を受けて退かざるを得なかった。サ・イラとサンスールは戦おうとしたが、サ・イラが操艦を誤ったためにサンスールに衝突し、その帆装がサンスールに落下して、結局両艦とも座礁するに至った。そしてアガメムノンから乗り込んだ人員によってサ・イラは捕獲された。

## その後
サ・イラはイギリス海軍の軍艦となったが、損傷があまりに大きかったため、サン・フローラン（コルシカ島）で病院船として使用された。
1796年4月11日、同艦は失火で失われた。収容されていた負傷者が救出された後、火花が他の船や町に燃え移ることを避けて港外に引き出された。そして岸から500 m 沖で沈没した。
1988年、残骸の位置を記している地図がBiblioth que Nationaleで発見され、それ以降海中考古学的な調査が行われている。

## 注記
1. ↑  本艦については、英文では1750年の艦とする記事と1768年または1781年の艦とする記事の2つがあるが、同一艦のことを記述していると思われる。本稿は記載事項のより多い1750年の艦の記事を訳出した。